# Ísak Andri Sigurgeirsson
Ísak Andri Sigurgeirsson (11 settembre 2003) è un calciatore islandese, attaccante dell'IFK Norrköping.

## Carriera

### Club
Sigurgeirsson è cresciuto nel settore giovanile dello Stjarnan ed ha debuttato in prima squadra il 14 febbraio 2020 nell'incontro di Deildabikar vinto 2-0 contro il Fjölnir. Ha segnato il suo primo gol il 7 marzo seguente sempre in coppa di lega, contro il Víkingur Ólafsvík. Nel luglio del 2021 è stato ceduto in prestito in seconda divisione all'ÍBV Vestmannæyja ed al suo ritorno si è guadagnato un posto nell'undici titolare.
Il 18 luglio 2023 è stato acquistato a titolo definitivo dall'IFK Norrköping.

### Nazionale
Ha giocato con le nazionali giovanili islandesi Under-16, Under-19 ed Under-21.

## Statistiche

### Presenze e reti nei club
Statistiche aggiornate all'11 novembre 2024.
| Stagione              | Squadra               | Campionato            | Campionato | Campionato | Coppe nazionali | Coppe nazionali | Coppe nazionali | Coppe continentali | Coppe continentali | Coppe continentali | Altre coppe | Altre coppe | Altre coppe | Totale | Totale | Totale |
| Stagione              | Squadra               | Comp                  | Pres       | Reti       | Comp            | Pres            | Reti            | Comp               | Pres               | Reti               | Comp        | Pres        | Reti        | Pres   | Reti   |        |
| --------------------- | --------------------- | --------------------- | ---------- | ---------- | --------------- | --------------- | --------------- | ------------------ | ------------------ | ------------------ | ----------- | ----------- | ----------- | ------ | ------ | ------ |
| 2020                  | Stjarnan              | UD                    | 7          | 1          | CI+CdL          | 2+3             | 0+1             | -                  | -                  | -                  | -           | -           | -           | 12     | 2      |        |
| 2021                  | Stjarnan              | UD                    | 4          | 0          | CI+CdL          | 0+2             | 0               | UECL               | 0                  | 0                  | -           | -           | -           | 6      | 0      |        |
| 2021                  | ÍBV Vestmannæyja      | 1D                    | 10         | 3          | CI+CdL          | 0               | 0               | -                  | -                  | -                  | -           | -           | -           | 10     | 3      |        |
| 2022                  | Stjarnan              | UD                    | 27         | 5          | CI+CdL          | 1+6             | 0+3             | -                  | -                  | -                  | -           | -           | -           | 34     | 8      |        |
| 2023                  | Stjarnan              | UD                    | 11         | 6          | CI+CdL          | 3+4             | 0+3             | -                  | -                  | -                  | -           | -           | -           | 18     | 9      |        |
| Totale Stjarnan       | Totale Stjarnan       | Totale Stjarnan       | 49         | 12         |                 | 21              | 7               |                    | 0                  | 0                  |             | -           | -           | 75     | 21     |        |
| 2023                  | IFK Norrköping        | A                     | 11         | 3          | CS              | 1               | 1               | -                  | -                  | -                  | -           | -           | -           | 12     | 4      |        |
| 2024                  | IFK Norrköping        | A                     | 20         | 4          | CS+CS           | 4+0             | 1+0             | -                  | -                  | -                  | -           | -           | -           | 24     | 5      |        |
| Totale IFK Norrköping | Totale IFK Norrköping | Totale IFK Norrköping | 31         | 7          |                 | 5               | 2               |                    | 0                  | 0                  |             | -           | -           | 36     | 9      |        |
| Totale carriera       | Totale carriera       | Totale carriera       | 90         | 22         |                 | 26              | 9               |                    | 0                  | 0                  |             | -           | -           | 116    | 31     |        |